# Elecciones de Baden-Wurtemberg de 1968
Las elecciones estatales en Baden-Württemberg de 1968 se llevaron a cabo el 28 de abril. El SPD perdió en gran medida, la CDU también sufrió pérdidas. Hubo ganancias para el FDP/DVP y especialmente para el NPD, ya que pudo captar el 9,8% de los votos, ganando representación parlamentaria por primera y hasta ahora única vez y obteniendo el resultado atención a nivel federal. La elección tuvo lugar poco después de los "disturbios de Pascua", que se habían llevado a cabo tras el atentado  a Rudi Dutschke. Este evento, según la opinión de la mayoría de los analistas, fue la razón principal de los malos resultados del SPD y el resultado del NPD, que hasta hoy ha sido el más alto de su historia. El NPD se benefició gracias a los aspectos políticos federales, con la gran coalición que gobernaba entonces. La CDU había girado hacia el centro político y el NPD fue capaz de ganar votantes descontentos provenientes del electorado derechista de la CDU.
El primer ministro Hans Filbinger formó una gran coalición entre la CDU y el SPD. Los resultados fueron:
| Partido Político | Partido Político                            | Porcentaje | Escaños |
| ---------------- | ------------------------------------------- | ---------- | ------- |
|                  | Unión Demócrata Cristiana de Alemania (CDU) | 44.23      | 60      |
|                  | Partido Socialdemócrata de Alemania (SPD)   | 28.95      | 37      |
|                  | Partido Liberal de Alemania (FDP/DVP)       | 14.42      | 18      |
|                  | Partido Nacionaldemócrata de Alemania (NPD) | 9.82       | 12      |